# 乾貴士
乾貴士（1988年6月2日—），日本職業足球運動員，司職翼鋒及進攻中場，現時效力日乙球隊清水心跳，前日本國家足球隊成員。

## 俱樂部生涯
1988年6月2日，乾贵士出生于日本滋贺县近江八幡市，从小学时开始学习踢球。
2004年，乾贵士考入滋贺县立立野洲高等学校（高中），同时入选校队。
2005年，乾贵士代表滋贺县立立野洲高等学校参加了第84回全国高等学校足球选手权大会，帮助学校获得大会冠军，乾贵士获得大会优秀选手奖。
2006年，乾贵士代表滋贺县立立野洲高等学校参加了第85回全国高等学校足球选手权大会，帮助学校再次获得大会冠军，乾贵士获得大会优秀选手奖。
2007年，高中毕业的乾贵士走上职业赛场，加盟自己职业生涯首支球队横滨水手。3月10日，在日职联赛第2轮横滨水手客场0-1负于横滨FC的比赛进行到第29分钟，乾贵士替补登场完成职业联赛首秀。2008年赛季，乾贵士代表横滨水手在日本联赛杯中出场3次。渴望更多出场机会的乾贵士开始寻求转会。
2008年7月，乾贵士被租借至处于日乙联赛球队大阪樱花。7月9日，在日乙联赛第25轮大阪樱花客场2-0战胜山形山神的比赛中，乾贵士打入自己的职业联赛首球。2009年1月，乾贵士正式转会至大阪樱花。2009年赛季帮助大阪樱花升入日职联赛。乾贵士在日乙联赛中排名第4位。
2011年4月5日，在亚冠联赛G组第三轮大阪樱花主场对阵全北现代的比赛中，依靠乾贵士下半场第8分钟的破门得分，大阪樱花1-0战胜做客的全北现代足球俱乐部。5月4日，在亚冠联赛小组赛第5轮大阪樱花客场4-0战胜印尼球隊阿雷马的比赛中，乾贵士下半场梅开二度。5月11日，在亚冠联赛小组赛第6轮大阪樱花客场4-0战胜山东鲁能的比赛中，乾贵士打入1球。9月15日，亚足联官网公布了2011年度最佳球员的首批候选名单，乾贵士入选这份15人的候选大名单。7月31日，大阪樱花与鹿岛鹿角的比赛成为乾贵士的告别之战，大阪樱花的球迷已组织多项送别乾贵士的活动。
2011年7月28日，乾贵士正式转会处于德乙联赛的波鸿足球俱乐部，身价达50万欧元，并身披11号战袍。9月25日，在德乙联赛第9轮波鸿在主场2-1战胜杜伊斯堡的比赛的下半场第54分钟乾贵士接郑大世的直传后曾攻入一球，不过裁判吹罚了乾贵士越位在先。第88分钟，乾贵士助攻丹尼尔·京切克打入全场比赛最后1球。
2012年6月25日，乾贵士从的波鸿足球俱乐部转会至德甲联赛球队法兰克福足球俱乐部。9月16日，在德甲联赛第3轮法兰克福主场迎战汉堡的比赛里收获自己的德甲首球，帮助法兰克福3-2战胜汉堡。9月22日，在德甲联赛第4轮法兰克福客场对阵纽伦堡的比赛中，乾贵士的打入1球帮助法兰克福客场2-1战胜纽伦堡。
2014年8月9日，在法兰克福商业银行球场举行的友谊热身赛中，乾贵士两次助攻帮助法兰克福主场战胜国际米兰。
2015年8月27日，现役日本国脚乾贵士正式加盟西甲球队埃瓦尔足球俱乐部，并与埃瓦尔签署了一份为期三年的合同，但埃瓦尔官网并没有透露乾贵士的转会费和违约金等细节。
2017年5月22日，在西甲联赛最后一轮的巴塞隆纳主场4-2战胜埃瓦尔的比赛中，乾贵士打入2球成为首位对阵巴塞隆纳攻入2球的日本球员。
2017年9月18日，在西甲联赛第4轮埃瓦尔1比0小胜莱加内斯的比赛中，日本球星乾贵士送出助攻。
2018年5月5日，在西甲联赛第36轮埃瓦尔客场4比1大胜赫罗纳的比赛中，第80分钟，乾贵士直传，霍尔丹禁区边缘单刀破门。第89分钟，基科传球，乾贵士禁区前射入右上角。
2018年6月1日，乾贵士转会至西甲联赛的皇家贝蒂斯足球俱乐部。乾贵士与皇家贝蒂斯足球俱乐部签下了一份在2021年到期的合同。2019年1月，乾贵士被租借至阿拉维斯足球俱乐部。
2019年7月24日，西甲球队埃瓦尔官方宣布乾贵士转会重返球队。
2021年8月31日，大阪樱花官方宣布，乾贵士正式重返球队。
在2022年初因纪律问题被大阪樱花内部停赛，并于6月与球队解除合约，加盟清水心跳前他一直在日乙球队冈山绿雉进行训练。
2022年7月22日，日职联赛球队清水心跳官方宣布乾贵士加盟。

## 國家隊生涯
乾贵士曾入选日本U21国家青年队，并曾代表日本U21国家青年队出场2次。
2009年1月20日，在日本主场2-1战胜也门的国际友谊赛中，乾贵士首次代表日本国家足球队出场。
2014年11月11日，在日本客场6-0战胜洪都拉斯的国际友谊赛中，乾贵士打入自己在国家队的首球，并梅开二度。12月15日，乾贵士入选日本足协公布参加2015年亚洲杯的23人名单。2015年1月，乾贵士代表日本国家足球队参加2015年亚洲杯。
2018年5月31日，日本足协正式公布了2018年俄罗斯世界杯23人参赛名单，乾贵士入选。6月12日，在奥地利因斯布鲁克的蒂沃利球场进行一场日本迎战巴拉圭的国际足球友谊赛中，下半场比赛乾贵士梅开二度，帮助日本4-2战胜巴拉圭。6月24日，在叶卡捷琳堡举行的世界杯H组第2轮日本2-2战平塞内加尔的比赛第34分钟，长友佑都助攻乾贵士追平比分；下半时第64分钟，乾贵士射中横梁；第78分钟，乾贵士助攻本田圭佑再度追平。7月3日，2018年世界杯1/8决赛第六场比赛在罗斯托夫球场展开角逐，乾贵士25码处弧线球射门入右下死角为日本入了第二球，可惜最终2比3不敌比利时，无缘8强。

## 個人生活
2018年俄罗斯世界杯开赛后，《天空体育》列举出了每项数据排名靠前的球员，乾贵士以59公斤的体重成为世界杯参赛球员中最轻的球员。
2010年3月，当时21岁的乾贵士就结婚了，他妻子在幼儿园从事保育员工作。两人育有一个儿子，处于对家庭的保护，乾贵士没有公开妻子和儿子的姓名。
2021年7月，乾貴士被傳出與32歲日本女模木下優樹菜發展婚外情，婚姻出現危機。

## 外部連結
- National Football Teams （页面存档备份，存于）
- Japan National Football Team Database
- Soccerway資料庫：乾貴士
- 乾貴士 – FIFA國際賽競賽紀錄 (存檔)
- 乾貴士 公式ブログ （页面存档备份，存于） - LINE BLOG
- 旧OFFICIAL BLOG （页面存档备份，存于）（2012年11月まで）
- 乾貴士的Instagram帳戶
- 乾貴士|株式会社 SARCLE （页面存档备份，存于） - マネジメント契約